# Cantó de Tuffé
El cantó de Tuffé és un cantó francès del departament de Sarthe, situat al districte de Mamers. Té 13 municipis i el cap es Tuffé.

## Municipis
- Beillé
- Boëssé-le-Sec
- Bouër
- Duneau
- La Bosse
- La Chapelle-Saint-Rémy
- Le Luart
- Prévelles
- Saint-Denis-des-Coudrais
- Saint-Hilaire-le-Lierru
- Sceaux-sur-Huisne
- Tuffé
- Vouvray-sur-Huisne

## Història
| Data d'elecció                           | Identitat            | Partit           | Qualitat |
| ---------------------------------------- | -------------------- | ---------------- | -------- |
| 1945-1965                                | Georges Guilois      | SFIO             |          |
| 1965-1979                                | Maurice Moisy        | Divers gauche    |          |
| 1979-2011                                | Roland du Luart      | UDF, després UMP |          |
| 2011-                                    | Marie-Thérèse Leroux | Divers droite    |          |
| les dades anteriors no són pas conegudes |                      |                  |          |
|                                          |                      |                  |          |

## Demografia
| A partir de 1990: Població sense dobles comptes |